# Isopterygium jelinkii
Isopterygium jelinkii är en bladmossart som beskrevs av Fleischer, Gepp och Ethel Sarel Barton Gepp 1905. Isopterygium jelinkii ingår i släktet Isopterygium och familjen Hypnaceae. Inga underarter finns listade i Catalogue of Life.